# Hoplitis plagiostoma
Hoplitis plagiostoma là một loài Hymenoptera trong họ Megachilidae. Loài này được Michener mô tả khoa học năm 1947.